# Hannó el Blanc
Hannó el Blanc (en grec antic Λεῦκορ) fou un oficial cartaginès que va estar sota comandament d'Himilcó Famees durant la Tercera Guerra Púnica. Quan el general, convençut per Publi Corneli Escipió Nasica Serapió es va passar als romans, va impedir que part de l'exèrcit seguís el seu exemple, segons Appià.